# Michinori Shiraishi
Michinori Shiraishi (白石通教, Shiraishi Michinori), 1er décembre 1910 - 15 août 1945, est un lieutenant-colonel (Chūsa (中佐)) de l'armée impériale japonaise durant la Seconde Guerre mondiale. Il est le beau-frère du lieutenant général Takeshi Mori, commandant de la première division de la garde impériale, responsable de la défense de Tokyo et de la région environnante.
Très tôt le matin du 15 août 1945, Shiraishi se trouve dans le bureau de son beau-frère lorsque Mori reçoit la visite du major Kenji Hatanaka, du lieutenant-colonel Masataka Ida et du capitaine Shigetaro Uehara qui demandent l'aide de Mori pour mener à bien un coup d'État. Ils veulent s'emparer du palais impérial et empêcher la déclaration par l'empereur de la reddition du Japon. Mori refuse de s'associer aux conspirateurs et Uehara tente de tuer le général avec son épée ; Shiraishi saute devant son beau-frère et est lui-même tué. Quelques instants plus tard, Hatanaka assassine le général Mori.

## Source de la traduction
- (en) Cet article est partiellement ou en totalité issu de l’article de Wikipédia en anglais intitulé « Michinori Shiraishi » (voir la liste des auteurs).